# 古関パーキングエリア
古関パーキングエリア（ふるせきパーキングエリア）は、宮城県柴田郡川崎町にある山形自動車道のパーキングエリアである。

## 施設

### 上り線（仙台・福島方面）
- 管理：ネクスコ東日本エリアトラクト[1]
- 運営：山崎製パン[2]
- 駐車場[2]
  - 大型：23台
  - 小型：34台
  - 身障者用
    - 小型：1台
- トイレ[2]
  - 男性：大2（和式1・洋式1）・小5
  - 女性：11（和式3・洋式8）
    - 同伴の男児用：1

  - 身障者用（オストメイト対応）[3]
    - 共用：1
- コンビニエンスストア「デイリーヤマザキ」（24時間）[4][2]
- フードコート（10:00 - 19:00）[2]
- 自動販売機[2]
- パウダーコーナー[2]
- 喫煙所[2]
- 自動体外式除細動器（AED）[2]
- ハイウェイスタンプ（24時間）[2]
- ウォークインゲート[2]

### 下り線（山形・酒田方面）
- 管理：ネクスコ東日本エリアトラクト[1]
- 運営：山崎製パン[5]
- 駐車場[5]
  - 大型：24台
  - 小型：30台
  - 身障者用
    - 小型：1台
- トイレ[5]
  - 男性：大2（和式1・洋式1）・小5
  - 女性：12（和式1・洋式11）
    - 同伴の男児用：1

  - 身障者用（オストメイト対応）[3]
    - 共用：1
- コンビニエンスストア「デイリーヤマザキ」（24時間）[4][5]
- フードコート（9:00 - 15:00）[5]
- 自動販売機[5]
- パウダーコーナー[5]
- 喫煙所[5]
- 自動体外式除細動器（AED）[5]
- ハイウェイスタンプ（24時間）[5]
- ウォークインゲート[5]

## 隣
E48 山形自動車道
(26)村田JCT - (1)宮城川崎IC - 古関PA - (2)笹谷IC - (3)関沢IC